# Diplocheilichthys jentinkii
Diplocheilichthys jentinkii är en fiskart som först beskrevs av Popta, 1904.  Diplocheilichthys jentinkii ingår i släktet Diplocheilichthys och familjen karpfiskar. Inga underarter finns listade i Catalogue of Life.